# Erwin und Paul
Erwin und Paul ist der erste Band der Kinderbuch-Reihe Erlebnisse und Abenteuer der Kinder aus Nr. 67. Odyssee einer Jugend der deutsch-schweizerischen Kinderbuchautorin und Märchenerzählerin Lisa Tetzner (als Co-Autor betätigte sich auch Tetzners Ehemann Kurt Held), der im Jahr 1933 beim D.-Gundert Verlag veröffentlicht wurde. Der neunteilige Romanzyklus gilt als Tetzners Hauptwerk, der während der Zeit des Nationalsozialismus entstand und zu den wichtigsten Werken der Exilliteratur gehört.

## Inhalt

### Das gestohlene Brot
Die beiden Jungen Erwin Brackmann und Paul Richter leben 1931 in einem Berliner Mietshaus mit der Hausnummer 67. Sie sind acht Jahre alt und unzertrennliche Freunde. Ihre Väter sind Fabrikarbeiter, die Mütter Hausfrauen, die finanzielle Lage ist schwierig. Als Pauls Vater arbeitslos wird, verschlechtert sich die ohnehin schon prekäre Situation seiner Familie und Geld und Essen werden immer knapper. In seiner Not und vor lauter Hunger beginnt Paul damit, den Leuten aus dem Haus die Semmeln und Milch vor ihren Eingangstüren zu stehlen. Als sich die Nachbarn bei Bäcker Hennig beschweren, bietet sich Erwin als Detektiv an. Daraufhin stellt Paul seine Diebstähle ein. Erst als sich Erwin heimlich und versteckt auf die Lauer legt, wähnt sich Paul in Sicherheit und stiehlt erneut. Erwin hat ihn dabei beobachtet und muss entscheiden, ob er seinen Freund der Polizei meldet. Zusammen mit seinem Vater findet Erwin einen Ausweg: Paul hilft dem Bäckerlehrling beim Austragen des Gebäcks und erhält als Belohnung Freibrötchen. Und zu Mittag darf Paul ab sofort bei den Brackmanns essen.

### Der Fußball
Im Innenhof von Nr. 67 zu spielen ist nicht gerade abwechslungsreich und wenn die Kinder zu laut sind, werden sie von den Erwachsenen meist schnell verjagt. Erwins und Pauls größter Wunsch ist ein Fußball. Doch dieser kostet fast zehn Mark und die beiden und die restlichen Jungs ihrer Clique haben zusammen nur wenige Pfennige. Erwin und Paul fangen damit an, auf Bahnhöfen Koffer zu tragen, vor den Kinos Autotüren zu öffnen, Schuhe zu putzen und kleine Botengänge zu übernehmen. Dadurch verdienen sie langsam und mühevoll etwas Geld. Als Pauls Mutter krank wird und ins Spital kommt, müssen sie jedoch einen Teil davon opfern. Zu allem Überdruss werden die Richters auch noch gepfändet und delogiert, da sie mit der Miete bereits mehrere Monate im Rückstand sind. Erwin möchte Paul daraufhin ihr gesamtes Erspartes geben, doch Paul nimmt dieses nicht an. Pauls Familie kommt ins Obdachlosenasyl. Erwin setzt derweil die kleinen Arbeiten fort und als er eines Tages im Sommer ein verlorenes Markstück findet, ist das gesammelte Geld auf über zehn Mark angewachsen. Endlich können Erwin und Paul den heißersehnten Fußball kaufen. Doch es folgt eine herbe Enttäuschung: Egal wo sie spielen – auf der Straße, im Park, in einer Baulücke – überall hat jemand etwas dagegen einzuwenden und sie werden vertrieben. Erwin wird schließlich sogar von einem Schutzmann festgenommen und ihr Fußball beschlagnahmt. Die Burschen beschließen daraufhin, sich beim Bürgermeister zu beschweren und schreiben einen Brief. Und tatsächlich scheint ihr Protest zu fruchten, denn eines Tages steht in der Zeitung, dass Nebenstraßen für den Verkehr gesperrt werden und zu Spielstraßen für die Jugend umfunktioniert werden sollen. Ob die Ankündigung auch umgesetzt wird, bleibt offen. Ihren Ball erhalten sie jedenfalls eines Tages von der Polizeiwache zurück, da von einer Anzeige Abstand genommen wurde.

## Rezeption
Georg Sponholz schreibt in seiner Buchrezension: „Anfang der 1930er Jahre machte den Leuten nicht nur die schlechte finanzielle Lage zu schaffen, auch politisch verschärften sich die Fronten. Einige der Jungen treten der Hitlerjugend bei, und Tetzner und Held zeigen, wie die politischen Gräben auch durch Freundschaften verliefen. […] Die Serie ist ein fesselndes Porträt einer der schwierigsten und schrecklichsten Phasen der deutschen Geschichte. Tetzner, die selber mit ihrem Mann vor den Nazis flüchten musste, verurteilt aber nicht, sondern beschreibt die turbulenten Ereignisse auf eindringliche Weise, die zum Nachdenken anregt.“

## Referenzen
Erwin und Paul ist in dem literarischen Nachschlagewerk 1001 Kinder- und Jugendbücher – Lies uns, bevor Du erwachsen bist! für die Altersstufe 12+ Jahre enthalten.

## Ausgaben
- Erwin und Paul. Die Geschichte einer Freundschaft. D. Gundert, 1933.

## Adaptionen
Erwin und Paul wurde 1979/80 unter dem Titel Die Kinder aus Nr. 67 oder Heil Hitler, ich hätt’ gern ’n paar Pferdeäppel verfilmt.